# Izbod
Izbod är en ort i Bosnien och Hercegovina.   Den ligger i entiteten Federationen Bosnien och Hercegovina, i den centrala delen av landet, 18 km norr om huvudstaden Sarajevo. Izbod ligger 555 meter över havet och antalet invånare är 394.
Terrängen runt Izbod är kuperad. Runt Izbod är det ganska tätbefolkat, med 93 invånare per kvadratkilometer.. Närmaste större samhälle är Sarajevo, 17,7 km söder om Izbod. 
I omgivningarna runt Izbod växer i huvudsak lövfällande lövskog.